# Coupe de France masculine de volley-ball 2013-2014
Navigation
Coupe de France 2012-2013 Coupe de France 2014-2015
La Coupe de France masculine de volley-ball 2013-2014 est la 31e édition de la Coupe de France, compétition à élimination directe mettant aux prises des clubs de volley-ball affiliés à la Fédération française de volley-ball. La Coupe de France qualifie dorénavant pour la Challenge Cup (3e coupe européenne).

## Listes des équipes en compétition
| - Ligue A - GFCO Ajaccio - Beauvais OUC - AS Cannes - Chaumont VB52 - ASUL Lyon - Montpellier UC - UGS Nantes-Rezé - Narbonne Volley - Paris Volley - Rennes Volley 35 - Saint-Nazaire VBA - Arago de Sète - Spacer's Toulouse - Tours VB | - Ligue B - Club Alès CVB - Asnières V92 - Avignon VB - LISSP Calais - Cambrai VB - AL Canteleu - Harnes VB - Martigues VB - Nancy Volley - Nice VB - AS Orange Nassau - Plessis-Robinson VB - Saint-Brieuc CAVB - Tourcoing LM | - Nationale 1 - VVBC Les Herbiers - FL Saint-Quentin | - Nationale 2 - AS Monaco - Maizières Metz AC |

## Phase finale

### Final four
|  | Demi-finales                             | Demi-finales                       |          |   | Finale                                  | Finale                                  |
|  | Demi-finales                             | Demi-finales                       |          |   | Finale                                  | Finale                                  |
|  |                                          |                                    |          |   |                                         |                                         |
|  | 19 février, 25-18 25-14 26-28 25-9       | 19 février, 25-18 25-14 26-28 25-9 |          |   | Paris, 5 avril, 25-16 21-25 25-23 25-19 | Paris, 5 avril, 25-16 21-25 25-23 25-19 |
|  | 19 février, 25-18 25-14 26-28 25-9       | 19 février, 25-18 25-14 26-28 25-9 |          |   | Paris, 5 avril, 25-16 21-25 25-23 25-19 | Paris, 5 avril, 25-16 21-25 25-23 25-19 |
|  | Tours VB                                 | 3                                  |          |   | Paris, 5 avril, 25-16 21-25 25-23 25-19 | Paris, 5 avril, 25-16 21-25 25-23 25-19 |
|  | Tours VB                                 | 3                                  |          |   | Paris, 5 avril, 25-16 21-25 25-23 25-19 | Paris, 5 avril, 25-16 21-25 25-23 25-19 |
|  | Spacer's Toulouse                        | 1                                  |          |   | Paris, 5 avril, 25-16 21-25 25-23 25-19 | Paris, 5 avril, 25-16 21-25 25-23 25-19 |
|  | Spacer's Toulouse                        | 1                                  | Tours VB | 3 |                                         |                                         |
|  | 18 février, 25-21 25-21 23-25 23-25 15-9 |                                    | Tours VB | 3 |                                         |                                         |
|  |                                          | Paris Volley                       | 1        |   |                                         |                                         |
|  | Paris Volley                             | Paris Volley                       | 1        | 3 |                                         |                                         |
|  | Paris Volley                             |                                    |          | 3 |                                         |                                         |
|  | Chaumont VB52                            | 2                                  |          |   |                                         |                                         |
|  | Chaumont VB52                            | 2                                  |          |   |                                         |                                         |

### Vainqueur
| Vainqueur de la Coupe de France 2013-2014 Tours VB 8e victoire |

## Galerie

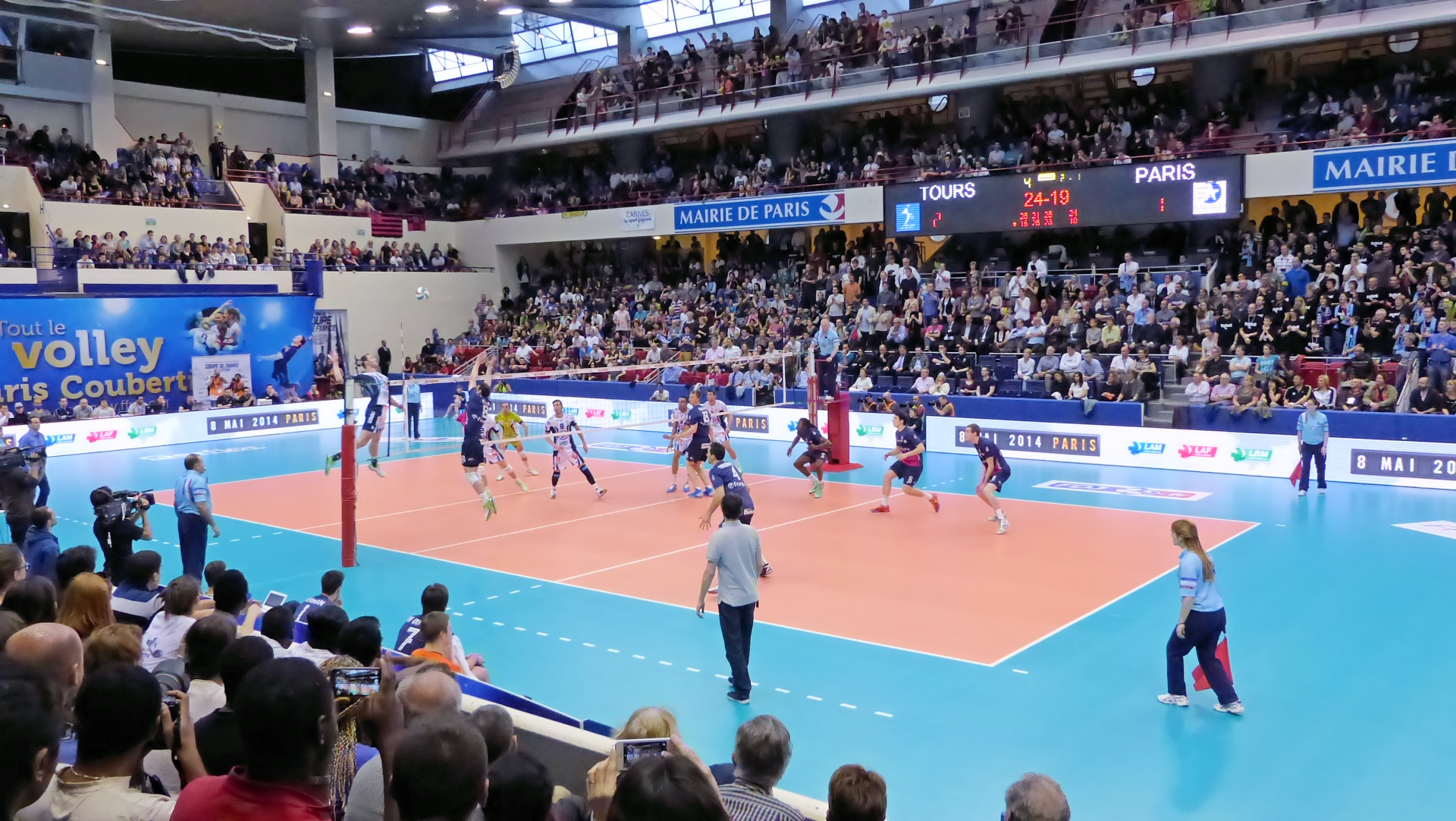
Balle de match de David Konečný du Tours Volley-Ball
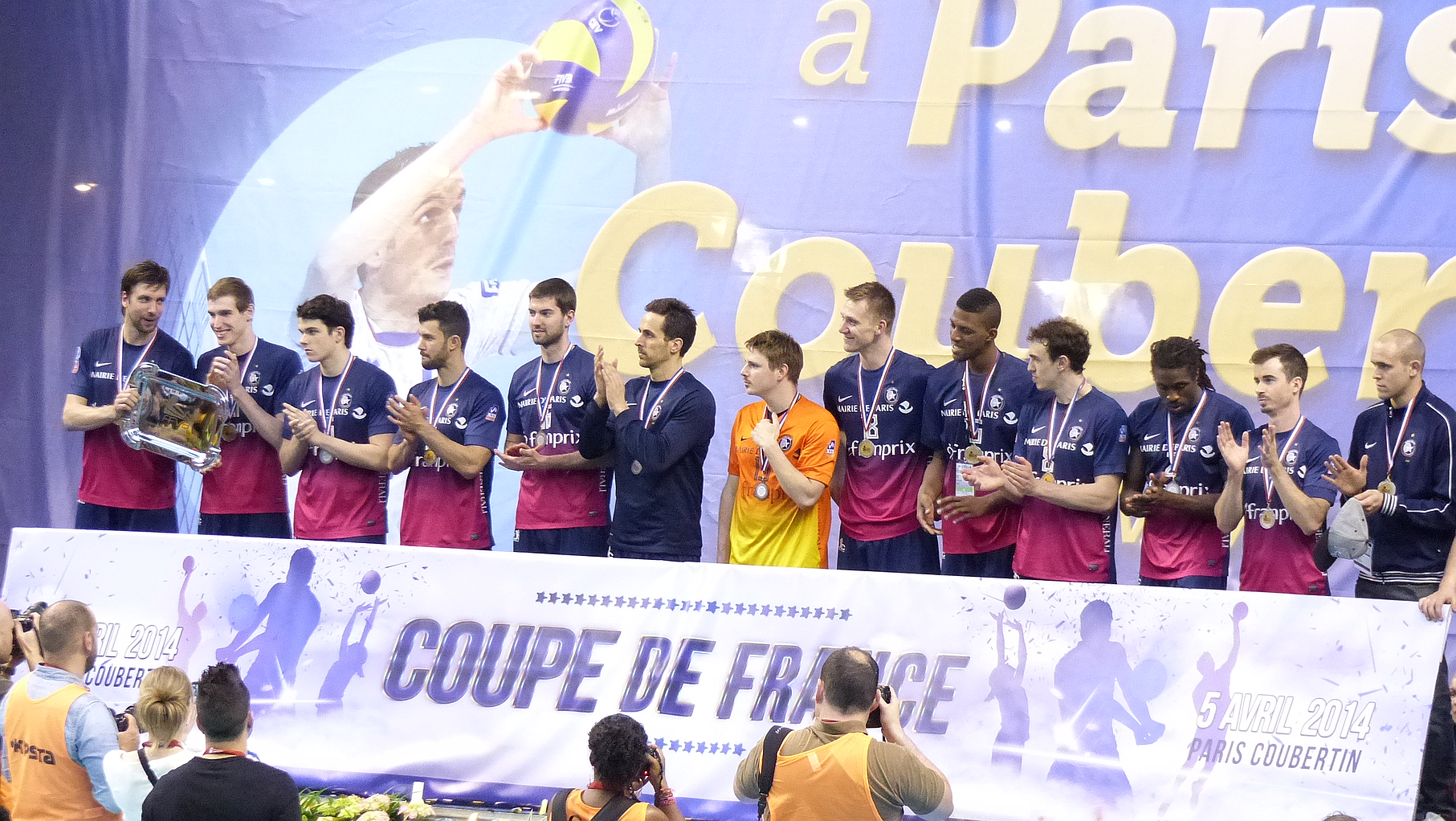
Paris Volley
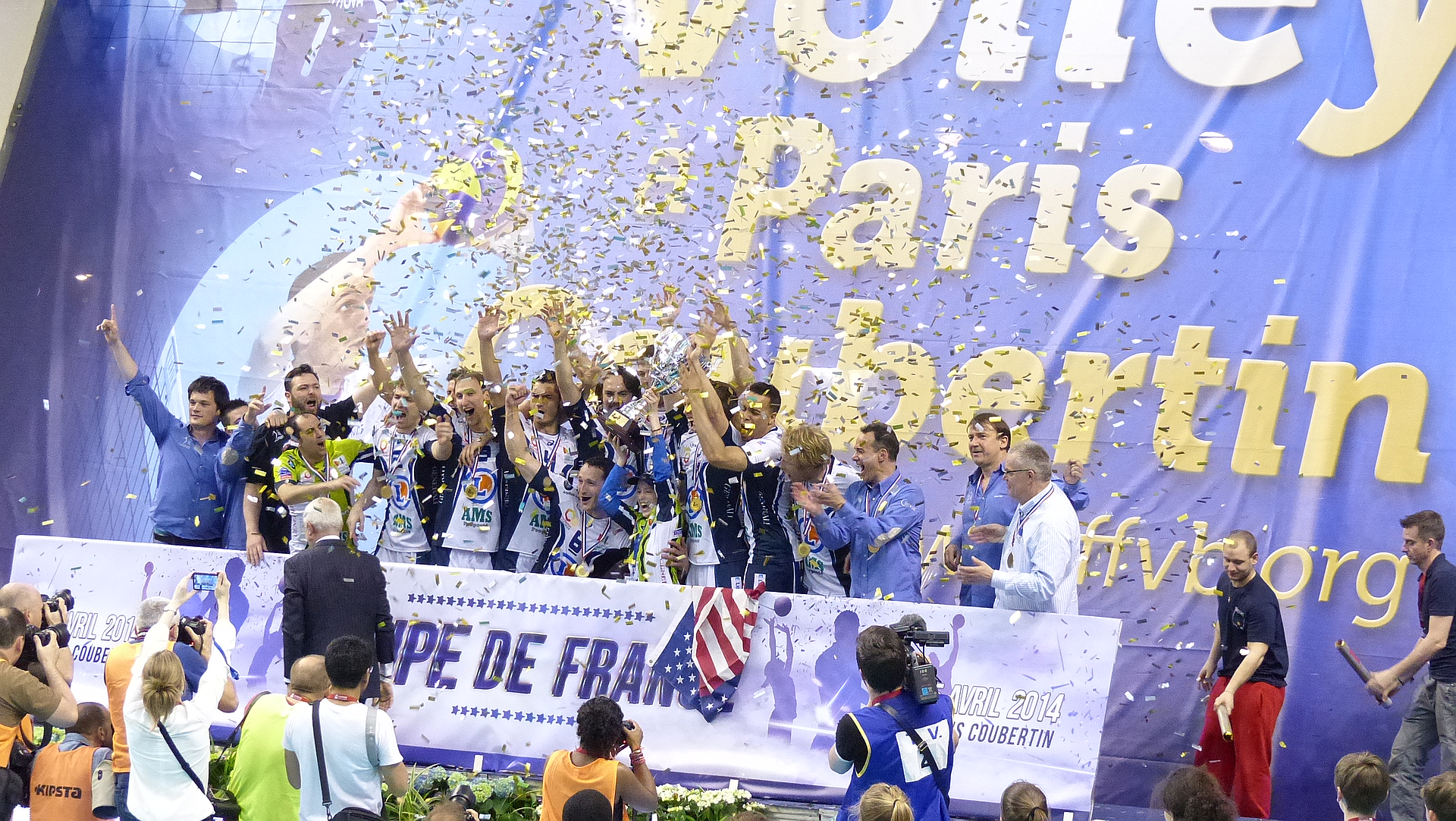
Tours Volley-Ball
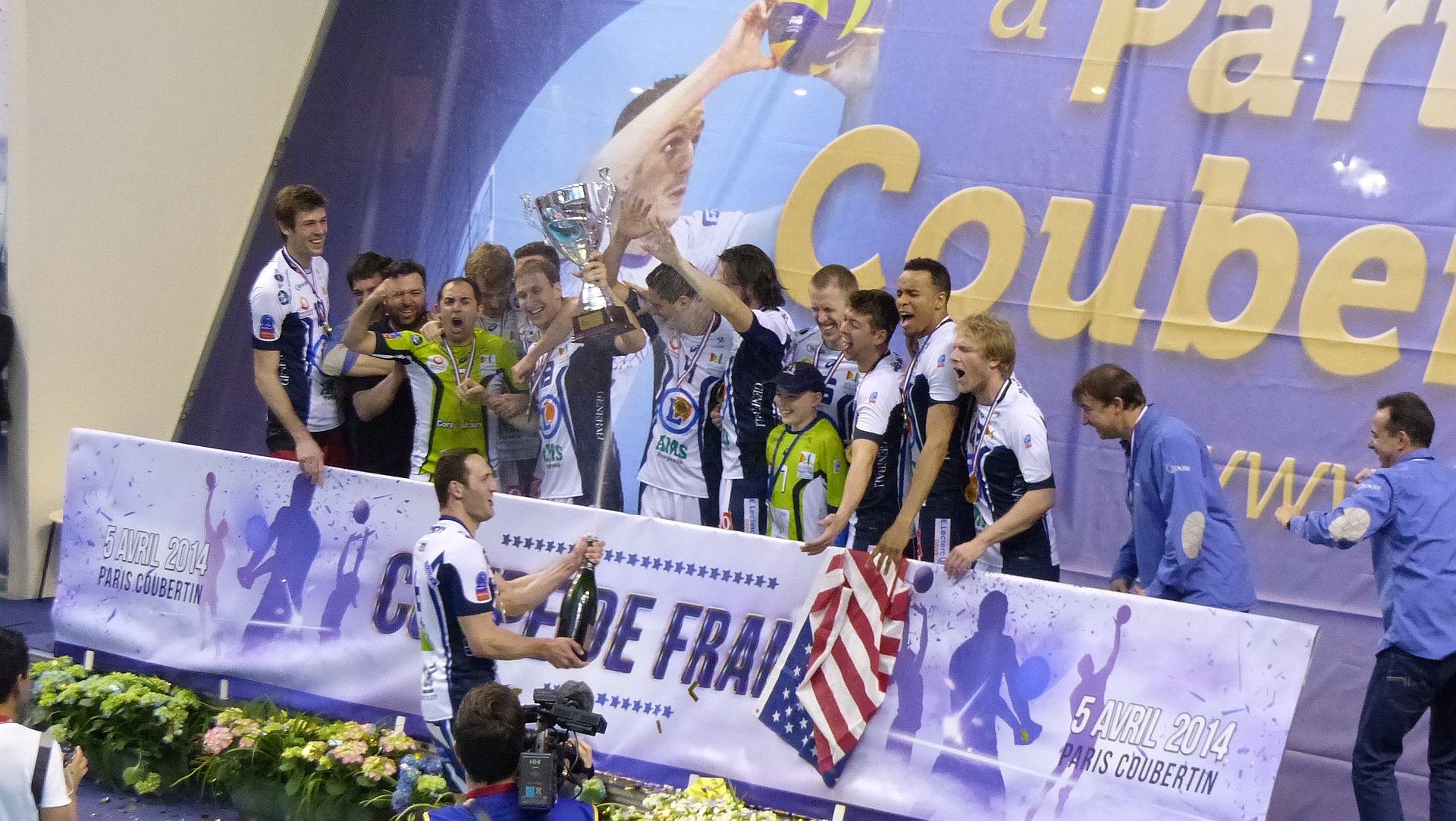
Tours Volley-Ball